# Frédéric Delcourt
Pour les articles homonymes, voir Delcourt.
Frédéric Delcourt, né le 14 février 1964 à Saint-Mandé (Seine), est un ancien nageur français spécialiste des épreuves en dos crawlé. Il est vice-champion olympique au 200 m dos aux Jeux olympiques de Los Angeles en 1984.

## Palmarès

### Jeux olympiques
- Jeux olympiques de 1984 à Los Angeles (États-Unis) :
  -  Médaille d'argent sur l'épreuve du 200 m dos (2 min 1 s 75 lors de la finale).

### Championnats d'Europe
- Split 1981
  -  Médaille de bronze sur l'épreuve du 200 m dos (2 min 3 s 35).

### Championnats de France
- Mulhouse 1979
  -  Champion de France du 200 m dos en 2 min 8 s 65.

## Récompenses et distinctions
- Chevalier de l'ordre national du Mérite (décret du 15 novembre 1997)[1]